# Прва савезна лига Југославије у фудбалу 1970/71.

Прва савезна лига Југославије је била највиши ранг фудбалског такмичења у Југославији 1970/71. године и 43. сезона по реду у којој је организовано првенство у фудбалу. Титулу је освојио Хајдук из Сплита, освојивши четврту послератну, а укупно шесту титулу. Из лиге су испали Бор и Црвенка.

## Учесници првенства
У фудбалском првенство Југославије у сезони 1970/71. је учествовало укупно 18 тимова, од којих су 8 из СР Србије, 6 из СР Босне и Херцеговине, и по 2 из СР Хрватске, и СР Словеније.
- Бор
- Борац, Бања Лука
- Вележ, Мостар
- Војводина, Нови Сад
- Динамо, Загреб
- Жељезничар, Сарајево
- Марибор
- Олимпија, Љубљана
- ОФК, Београд
- Партизан, Београд
- Раднички, Крагујевац
- Раднички, Ниш
- Сарајево
- Слобода, Тузла
- Хајдук, Сплит
- Црвена звезда, Београд
- Црвенка
- Челик, Зеница

## Табела
| Место | Клуб            | мечева | победа | нерешених | пораза | дати голови | примљени голови | гол разлика | бодова |
| ----- | --------------- | ------ | ------ | --------- | ------ | ----------- | --------------- | ----------- | ------ |
| 1     | Хајдук          | 34     | 18     | 13        | 3      | 61          | 31              | +30         | 49     |
| 2     | Жељезничар      | 34     | 18     | 9         | 7      | 59          | 34              | +25         | 45     |
| 3     | Динамо          | 34     | 17     | 9         | 8      | 55          | 32              | +23         | 43     |
| 4     | ОФК             | 34     | 15     | 8         | 11     | 54          | 44              | +10         | 38     |
| 5     | Партизан        | 34     | 14     | 10        | 10     | 44          | 34              | +10         | 38     |
| 6     | Црвена звезда   | 34     | 14     | 8         | 12     | 62          | 46              | +16         | 36     |
| 7     | Олимпија        | 34     | 13     | 10        | 11     | 47          | 35              | +12         | 36     |
| 8     | Вележ           | 34     | 14     | 8         | 12     | 52          | 48              | +4          | 36     |
| 9     | Челик           | 34     | 14     | 8         | 12     | 35          | 32              | +3          | 36     |
| 10    | Слобода         | 34     | 9      | 14        | 11     | 23          | 29              | -6          | 32     |
| 11    | Раднички Н.     | 34     | 11     | 9         | 14     | 38          | 43              | -5          | 31     |
| 12    | Сарајево        | 34     | 9      | 11        | 14     | 42          | 51              | -9          | 29     |
| 13    | Марибор         | 34     | 9      | 11        | 14     | 33          | 48              | -15         | 29     |
| 14    | Борац           | 34     | 9      | 11        | 14     | 47          | 66              | -19         | 29     |
| 15    | Војводина       | 34     | 10     | 9         | 15     | 38          | 43              | -5          | 29     |
| 16    | Раднички К.     | 34     | 9      | 10        | 15     | 29          | 50              | -21         | 28     |
| 17    | Бор             | 34     | 9      | 8         | 17     | 43          | 66              | -23         | 26     |
| 18    | Црвенка         | 34     | 8      | 7         | 19     | 28          | 58              | -30         | 23     |
| -     | Сутјеска Никшић | -      | -      | -         | -      | -           | -               | -           | -      |
| -     | Вардар Скопље   | -      | -      | -         | -      | -           | -               | -           | -      |

Најбољи стрелци:
- Петар Надовеза (Хајдук) - 20 голова из 24 утакмице
- Божо Јанковић (Жељезничар) - 20 голова из 33 утакмице

## Освајач лиге
ХАЈДУК СПЛИТ (тренер:Славко Луштица)
играчи:
- Радомир Вукчевић
- Ристић
- Марино Лемешић
- Иван Буљан
- Мирослав Вардић
- Драган Холцер
- Ивковић
- Ивица Хлевњак
- Јурица Јерковић
- Јошко Глуић
- Иван Павлица
- Вилсон Џони
- Анте Сирковић
- Веселин Зрилић
- Вукман
- Блаж Слишковић
- Шурјак

| Првак Југославије у фудбалу 1970/71. |
| ------------------------------------ |
| Хајдук 6. титула (4. у СФРЈ)         |